# Салфер (Луїзіана)
Салфер (англ. Sulphur) — місто (англ. city) в США, в окрузі Калкасьє штату Луїзіана. Населення — 21 809 осіб (2020).

## Географія
Салфер розташований за координатами 30°13′50″ пн. ш. 93°21′19″ зх. д. / 30.23056° пн. ш. 93.35528° зх. д. (30.230538, -93.355222).  За даними Бюро перепису населення США в 2010 році місто мало площу 25,88 км², уся площа — суходіл. В 2017 році площа становила 29,01 км², уся площа — суходіл.

## Демографія
Згідно з переписом 2010 року, у місті мешкало 20 410 осіб у 8099 домогосподарствах у складі 5483 родин. Густота населення становила 789 осіб/км².  Було 9053 помешкання (350/км²).
Расовий склад населення:
| - 89,8 % — білих - 6,2 % — чорних або афроамериканців - 0,8 % — азіатів - 0,4 % — корінних американців - 0,1 % — вихідців з тихоокеанських островів |

До двох чи більше рас належало 1,8 %. Частка іспаномовних становила 3,4 % від усіх жителів.
За віковим діапазоном населення розподілялося таким чином: 25,6 % — особи молодші 18 років, 60,1 % — особи у віці 18—64 років, 14,3 % — особи у віці 65 років та старші. Медіана віку мешканця становила 36,2 року. На 100 осіб жіночої статі у місті припадало 92,1 чоловіків;  на 100 жінок у віці від 18 років та старших — 89,3 чоловіків також старших 18 років.
Середній дохід на одне домашнє господарство  становив 58 623 долари США (медіана — 46 775), а середній дохід на одну сім'ю — 68 727 доларів (медіана — 56 575). Медіана доходів становила 52 892 долари для чоловіків та 31 711 долар для жінок. За межею бідності перебувало 18,0 % осіб, у тому числі 23,4 % дітей у віці до 18 років та 11,0 % осіб у віці 65 років та старших.
Цивільне працевлаштоване населення становило 8133 особи. Основні галузі зайнятості: освіта, охорона здоров'я та соціальна допомога — 20,3 %, мистецтво, розваги та відпочинок — 13,1 %, виробництво — 12,0 %, роздрібна торгівля — 11,6 %.